# Jap A Joe Ferdinand
Jap A Joe Ferdinand (ur. 13 lutego 1981 w Parambirze w Surinamie) – surinamski piłkarz, obrońca reprezentacji kraju, zawodnik klubów: SV Robinhood oraz Walking Boyz Company.